# Stegaceps brevicornis
Stegaceps brevicornis är en insektsart som beskrevs av Hancock, J.L. 1913. Stegaceps brevicornis ingår i släktet Stegaceps och familjen torngräshoppor. Inga underarter finns listade i Catalogue of Life.